# Ведоса
Ведоса (рос. Ведоса) — річка в Російській Федерації, що протікає в Смоленській області. Ліва притока річки Вопь (басейн Дніпра). Довжина — 32 км, площа водозабірного басейну — 128 км².